# 托尼·西姆斯
安东尼·“托尼”·西姆斯（英語：Anthony "Tony" Simms，1959年2月16日—），加拿大男子篮球运动员。他曾代表加拿大获得1984年夏季奥运会篮球比赛男子第四名。他也在1983年夏季世界大学生运动会上获得一枚金牌。